# Landogne
Landogne település Franciaországban, Puy-de-Dôme megyében. Lakosainak száma 223 fő (2022. január 1.). Landogne Combrailles, Condat-en-Combraille, Miremont, Pontaumur és Villosanges községekkel határos.

## Népesség
A település népességének változása:
| Lakosok száma | 241  | 242  | 238  | 234  | 228  | 223  | 223  | 223  |
|               | 2013 | 2015 | 2017 | 2018 | 2019 | 2020 | 2021 | 2022 |